# Sony Ericsson Xperia Active
Sony Ericsson Xperia active — перший Android-смартфон компанії Sony Ericsson, орієнтований на любителів спорту та екстриму. Смартфон має міжнародну сертифікацію IP-67, що гарантує захист від попадання всередину корпусу пилу та вологи. Він може перебувати під водою на глибині до 1 метра протягом 30 хвилин.
Sony Ericsson Xperia active виконаний у форм-факторі моноблок. Має 3.0 дюймовий дисплей з роздільною здатністю 480 на 320 пікселів, 5 МП камеру з автофокусом з можливістю запису HD-відео, 3.5 мм роз'єм для підключення гарнітури, підтримку карт пам'яті microSD, FM-радіо, Bluetooth, Wi-Fi- та GPS-модулі. За своїми характеристиками модель подібна до Xperia mini. Корпус відрізняється яскравим забарвленням — поєднанням чорного, оранжевого та сріблястого кольорів.
Одним із «ноу-хау» компанії Sony Ericsson, застосованих у даній моделі, стала технологія Wet Fingers, що дозволяє користувачеві взаємодіяти з сенсорним екраном телефону мокрими пальцями.

## Характеристики Xperia active
- ОС: Google Android 2.3.4 + оболонка чотирьох кутів
- Чипсет: Qualcomm MSM 8255
- Процесор: ARM 1 ГГц
- Оперативна пам'ять: 512 МБ
- Основна пам'ять: 1 ГБ + microSD до 32 ГБ (2 ГБ у комплекті)
- Екран: TFT, 3", 480 x 320
- Комунікації: 3G, Wi-Fi, Bluetooth 2.1, USB 2.0
- Рознімання: micro-USB, 3,5-мм
- Камера: 5 Мпікс., спалах, автофокус, відео 720p
- Навігація: GPS, aGPS
- Акумулятор: 1200 мАг
- Розміри: 92 x 55×16,5 мм
- Вага: 111 грам
- Додатково: захищений за стандартом IP67